# De schone slaper
De schone slaper is het vijfenzestigste stripverhaal uit de reeks van Suske en Wiske. Het is geschreven door Willy Vandersteen en gepubliceerd in De Standaard en Het Nieuwsblad van 23 januari 1965 tot en met 1 juni 1965. 
De eerste albumuitgave was in 1965, als zevende deel in de gezamenlijke tweekleurenreeks met nummer 57. In 1968 verscheen het verhaal in de Vierkleurenreeks met albumnummer 85. De oorspronkelijke versie kwam in 1999 nog eens uit in Suske en Wiske Klassiek.

## Personages
- Jerom, Lambik, tante Sidonia, Wiske met Schabolleke / Schanulleke, Suske, Lili Feriteel, Theofiel Boemerang, Janus en andere boeven, dokter en oogarts, verschillende collectanten.

## Locaties
- Sprookjesland vlak bij Zevenbeek met het kasteel van Doornroosje en andere bekende gebouwen.

## Het verhaal
Jerom wordt afgeleid door een bewegend wolkje dat hij alleen ziet. Lambik, Sidonia en de kinderen geloven Jerom niet, waarna Jerom achter het wolkje aan gaat. Uiteindelijk komt hij erachter dat er een oude bekende op de wolk zweeft. Het is Lili Feriteel die Jerom graag als drakendoder in actie wil zien. Zij tovert voor hem een sprookjeswereld en Jerom verslaat uiteindelijk de draak, maar de toverstaf van Lili raakt zoek. Jerom wordt aangereden door buurman Theofiel Boemerang en die brengt Jerom bij zijn vrienden. Niemand gelooft zijn verhaal, alhoewel Jerom gekleed is in een oud kostuum.
Een inbreker steelt het drakendoderkostuum ’s nachts en de vrienden gaan op zoek naar de wegwijzer van Zevenbeek, waar Theofiel Jerom de vorige avond heeft aangereden. Suske en Wiske zien enkele mannen en volgen hen. Ze zien de mannen bezig met een apparaat waarmee de ouderdom van iets kan worden vastgesteld door het meten van de radioactiviteit. Het sprookjesland wordt niet gevonden. Wiske wordt ondertussen door een bijensteek blind. De dienstdoende arts vertelt aan Wiske dat het slechts tijdelijk is, maar in werkelijkheid is haar oog dermate ontstoken dat het erop lijkt dat ze nooit meer iets zal kunnen zien. Ondanks de raad van de arts die het gezelschap meegeeft om dit pas later aan Wiske te vertellen, hoort Wiske het per ongeluk.
Wiske geeft Schabolleke een nieuwe naam: Schanulleke. Als ze in het water valt, brengt Suske haar met hoge koorts thuis. Wiske vindt zichzelf een grote last voor de anderen nu ze zo hulpbehoevend is. Jerom wil Wiske genezen met de toverstaf, en de vrienden gaan opnieuw op zoek naar het sprookjesland. Ze worden onder een grote paddenstoel wakker in sprookjeskleding en zijn in het sprookjesland.
In het kasteel van Doornroosje prikt Lambik zich aan een spinnewiel. Bij het peperkoekhuisje van Hans en Grietje komen de vrienden de draak tegen, en Lambik wordt door het beest weggeslingerd. In zijn vlucht ziet Lambik de toverstaf en valt in de Zevenmijlslaars van de reus uit Klein Duimpje. Voordat Lambik kan vertellen waar de toverstaf is, valt hij in diepe slaap, net als Doornroosje in het sprookje nadat zij zich prikte aan een spinnewiel.
Suske en Jerom gaan op zoek naar de toverstaf, en zien bij de toren van Repelsteeltje de boeven. Een van de boeven wordt door de anderen opgesloten in de toren, en wordt bijna bedolven onder het goud dat gesponnen wordt door het spinnewiel. Jerom redt deze boef, het blijkt Theofiel te zijn, terwijl Suske met de wolf van Roodkapje vecht. De andere boeven komen in de problemen door de draak, maar halen snel een pantserwagen van het leger.
De draak sluipt het kasteel van Doornroosje binnen, en tante Sidonia beschermt Lambik en Wiske. Als ze de draak wil zoenen, vlucht het beest. Tante Sidonia kust Lambik wakker en Jerom komt met Theofiel naar het kasteel. Die bekent dat de zaken niet zo goed gingen, en dat hij daarom de toverstaf zelf wilde gebruiken. Jerom wint van de tank en de draak en hij vindt de toverstaf.
Suske zorgt met de toverstaf dat Wiske haar zicht terugkrijgt. Ze willen de wereld verbeteren door de toverkracht, maar Lili mag van de grote fee de toverstaf niet achterlaten op aarde. Als de vrienden later wakker worden is het sprookjesland verdwenen. Als ze teruglopen naar huis, besluiten ze dat er beter voor gehandicapten gezorgd moet worden.

## Trivia
- De hier voorgestelde sprookjeswereld is een mengelmoes van allerlei sprookjes van de gebroeders Grimm, Charles Perrault en Hans Christian Andersen, zoals Roodkapje, Blauwbaard, het tinnen soldaatje, Klein Duimpje, Hans en Grietje, Repelsteeltje en Doornroosje. Er wordt vooral verwezen naar het sprookje De schone slaapster (een andere naam voor Doornroosje). Ook de titel van het album verwijst naar dit sprookje.
- Tante Sidonia weigert iets te geven aan een collectant (voor T.B.C.) die aan de deur komt. Ook Lambik weigert later in de stad twee collectanten geld te geven. Later komt er nog een vrouw aan de deur voor geld voor de blinden, maar ook zij wordt weggestuurd. Pas als een geliefde (Wiske) gehandicapt raakt, zien de vrienden in dat de zwakkeren in de samenleving moeten worden geholpen.
- Suske, Wiske, Lambik en Jerom keren terug naar Sprookjesland in Het omgekeerde land.